# ژول بیانچی
ژول بیانچی (انگلیسی: Jules Bianchi) راننده فرانسوی مسابقات فرمول یک بود. وی در سال ۲۰۱۱ با تیم فراری وارد مسابقات فرمول یک شد.
در ۵ اکتبر ۲۰۱۴ و در جریان مسابقه جایزه بزرگ ژاپن بیانچی در مسیر خود ناگهان با جرثقیلی که یک خودروی خراب شده دیگر را حمل می‌کرد، برخورد کرد و از ناحیه سر به شدت مجروح شد.
پس از انتقال به بیمارستان در نهایت به فرانسه منتقل شد ولی هم‌چنان در کما بود تا این که در تاریخ ۱۷ ژوئیه ۲۰۱۵ درگذشت.

## زندگی‌نامه
ژول بیانکی در سال ۱۹۸۹ و در نیس فرانسه متولد شد. او ۲۵ سال بعد و پس از ۹ ماه دست و پنجه نرم کردن با مرگ و یک کمای طولانی، در بیمارستانی در شهر نیس جان باخت. او در خانواده ای متولد شده بود که عمو و پدربزرگش نیز در سری مسابقات لِمانس و GT موتوراسپورت رانندگان موفقی به‌شمار می‌آمدند.
او کار خود را در مسابقات فرانسوی فرمول رنو آغاز کرد و در اولین سال حضور خود در این سری با پنج پیروزی قهرمان شد. سال بعد دوران خود را در فرمول سه ادامه داد. وی در آن سال با کسب دو پیروزی در مکان دوم جدول قهرمانی ایستاد. سال ۲۰۰۹ در فرمول سه به کار خود ادامه داد تا با هشت پیروزی و به آسانی قهرمان شود.
دو سال بعدی را در سری‌های GP2 سپری کرد و راننده جوان پروژه فراری شد. با وجود این که دو سال پیاپی در Gp2 مقام سوم را کسب کرد، حمایت فراری را از دست نداد و در سال ۲۰۱۲ فورس ایندیا در ۹ جلسه تمرینی به وی اجازه داد تا فرمول یک را تجربه کند.

## زندگی شخصی
در نیس فرانسه متولد شد. ژول بیانچی نوهٔ مائورو بیانچی است که در رقابت‌های جی تی دههٔ ۱۹۶۰ شرکت کرده بود.